# Список аеропортів Об'єднаних Арабських Еміратів
Аеропорти в Об'єднаних Арабських Еміратах поділяються на цивільні та військові. ICAO-коди для Об'єднаних Арабських Еміратів починаються з ОМ.
Цивільні аеропорти в основному входять до юрисдикції Управління цивільної авіації ОАЕ, військові — до юрисдикції Збройних сил Об'єднаних Арабських Еміратів.

## Карта
- Міжнародні аеропорти
- Місцеві аеропорти
- Аеродроми
- Військові авіабази